# Ейтан
Ейтан (на английски: IAI Eitan; на иврит: איתן) е безпилотен самолет за разузнаване, създаден на базата на IAI Heron.